# Ɗ
Ɗ (minúscula: ɗ) es una letra del alfabeto latino. La letra minúscula, ɗ representa una implosiva dental sonora o una implosiva alveolar sonora en el alfabeto fonético internacional. Se usa con el mismo valor en las ortografías de varios idiomas, en particular algunos idiomas africanos, como el fula y el hausa, también en el sindhi y en el shona de 1931 a 1955. 
La Ɗ mayúscula se forma a partir de D con la adición de un gancho, o como en el shona es una forma más grande de la letra minúscula. 

## Unicode
Esta letra se representar con los siguientes caracteres Unicode:
| Carácter      | Ɗ                                | Ɗ                                | ɗ                              | ɗ                              |
| ------------- | -------------------------------- | -------------------------------- | ------------------------------ | ------------------------------ |
| Unicode       | LATIN CAPITAL LETTER D WITH HOOK | LATIN CAPITAL LETTER D WITH HOOK | LATIN SMALL LETTER D WITH HOOK | LATIN SMALL LETTER D WITH HOOK |
| Codificación  | decimal                          | hex                              | decimal                        | hex                            |
| Unicode       | 394                              | U+018A                           | 599                            | U+0257                         |
| UTF-8         | 198 138                          | C6 8A                            | 201 151                        | C9 97                          |
| Ref. numérica | &#394;                           | &#x18A;                          | &#599;                         | &#x257;                        |

### Alfabetos con esta letra
- Alfabeto internacional africano
- Alfabeto africano de referencia
- Alfabeto pannigeriano
- Alfabetos para los siguientes idiomas específicos: 
  - Fula (véase también Alfabetos fula)
  - Hausa